# Borzysławice

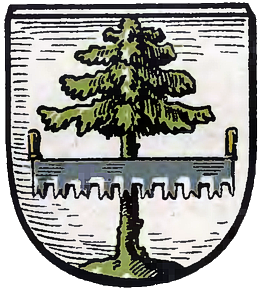
Herb Borislawitz z 1898

Borzysławice (dodatkowa nazwa w j. niem. Borislawitz) – wieś w Polsce położona w województwie opolskim, w powiecie kędzierzyńsko-kozielskim, w gminie Pawłowiczki. w roku 2011 liczba mieszkańców we wsi Borzysławice wynosiła 165.

## Nazwa
W księdze łacińskiej Liber fundationis episcopatus Vratislaviensis (pol. Księga uposażeń biskupstwa wrocławskiego) spisanej za czasów biskupa Henryka z Wierzbna w latach 1295–1305 miejscowość wymieniona jest w zlatynizowanej formie Borislavitz we fragmencie Borislavitz solvitur decima more polonico jako wieś lokowana na prawie polskim iure polonico.
W alfabetycznym spisie miejscowości na terenie Śląska wydanym w 1830 roku we Wrocławiu przez Johanna Knie miejscowość występuje pod polską nazwą Borszeslawice oraz nazwą niemiecką Borislawitz. Również spis geograficzno-topograficzny miejscowości leżących w Prusach z 1835 roku notuje polską nazwę miejscowości Borszeslawice oraz niemiecką Borislawitz.
Ze względu na polskie pochodzenie nazwy w 1935 nazistowska administracja III Rzeszy zmieniła zgermanizowaną nazwę na nową, całkowicie niemiecką – Saßstädt.

## Historia
W 1783 we wsi Borzyslawitz żyło 148 mieszkańców. 
Od pocz. XIX wieku na wizerunku pieczęci gminnej sosna, przed nią piła.

## Zabytki
Do wojewódzkiego rejestru zabytków wpisane są:
- zespół zamkowy, z XVIII-XIX w.:
  - Pałac w Borzysławicach
  - brama „Żabia”, zbudowana w 1785 r., nie istnieje
  - brama zwana „Zamkowa” lub Berlińską, zbudowana około 1790 r.
  - mauzoleum na cmentarzu rodowym, z 1790 r.
  - folwark - zabudowania dworskie:
    - wozownia, z poł. XIX w.
    - oficyna, z trzeciej ćw. XIX w.
    - stodoła, z poł. XIX, 1970
    - kuźnia, z 1909 r., 1980 r.
    - obora, z 1909 r.
    - stodoła, z 1879 r.
    - obora z 1908 r.
    - stajnia, z 1908 r.
    - dom czeladny, 1907 r.
    - park dworski, z poł. XIX r.
    - park leśny
    - cmentarz rodowy.